# 澳門—東帝汶關係
澳門—東帝汶關係（葡萄牙語：Relações entre Timor-Leste e Macau），指澳門與東帝汶之間的雙邊關係。兩地均曾經是葡萄牙帝國在亚洲的殖民地。
由於澳門是中华人民共和国的一個特别行政区，因此澳門和东帝汶沒有任何正式的外交關係。但東帝汶目前在澳門設有名譽領事館。

## 歷史
两地关系的历史可以追溯至16世纪，澳门于1553年成为葡萄牙帝国殖民地，东帝汶则于1556年成为葡萄牙帝国殖民地，自17世纪至20世纪初，澳门和东帝汶长期是葡萄牙在亚洲仅有的两处殖民地，1844年-1850年，葡萄牙曾将澳门、帝汶及索洛島合并为一省，并在澳门设置总督府管理。葡萄牙殖民统治初期，葡萄牙殖民政府亦将澳门的犯人流放至东帝汶，他们刑满释放后也不能返回澳门，便在东帝汶定居，并逐渐同化融入东帝汶社会。
20世纪初，澳門和帝力之間的轮船開通了直航航线，有部分澳门人移民至葡屬帝汶，並在帝力建立了有一定规模的社区。
1940年9月4日以前，天主教帝力總教區归属澳門教區管辖。
澳门有一个规模较小的东帝汶人社区。东帝汶建国后，东帝汶曾向中国提出在澳门建立领事馆，后于2013年前后在澳门开设了名誉领事馆。

## 参見
- 澳門對外事務
- 中國—东帝汶關係
- 东帝汶外交